# Hyraceum

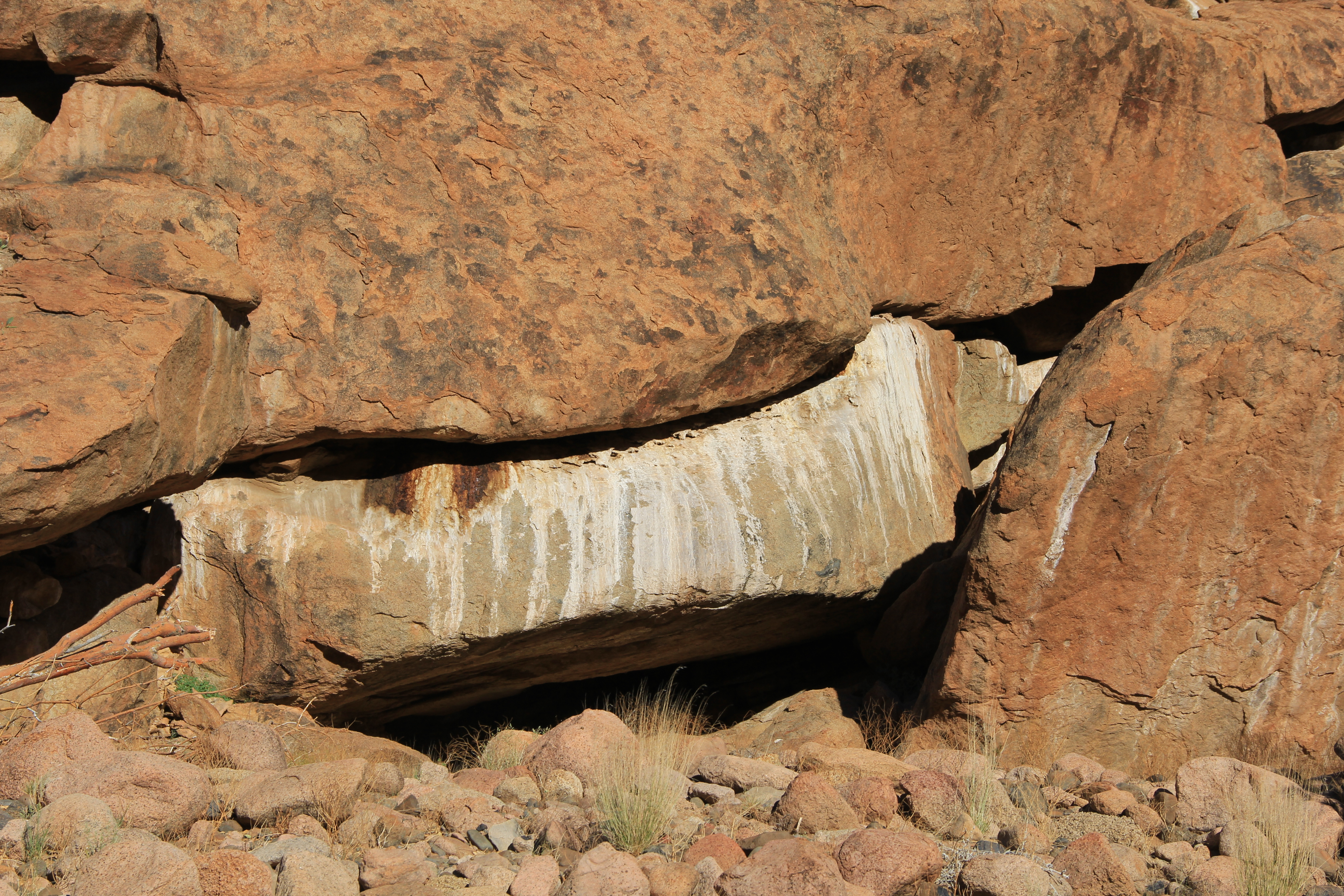
Letrina de un daman con „Hyraceum“, una masa de excrementos y orina. Garganta de Tsisab, Brandberg, Namibia.

El hyraceum, piedra de África o piedra africana, es una esencia animal utilizada en perfumería. Es producida por el hyrax de roca (Procavia capensis), una especie de mamífero hiracoideo de la familia Procaviidae. El hyraceum es la orina rica en feromonas de los miembros de una colonia, siempre depositada en el mismo lugar. Después de varios siglos, la orina se petrifica y toma la forma de una piedra de un color marrón oscuro.
Este producto se trata como una tintura o disolviéndolo en solventes tales como alcohol. El hyraceum se utiliza en perfumería y en medicina tradicional.

## Enlaces
- Daman del Cabo
- Perfumes

- Datos: Q2750596